# Ornstein-Uhlenbeckproces

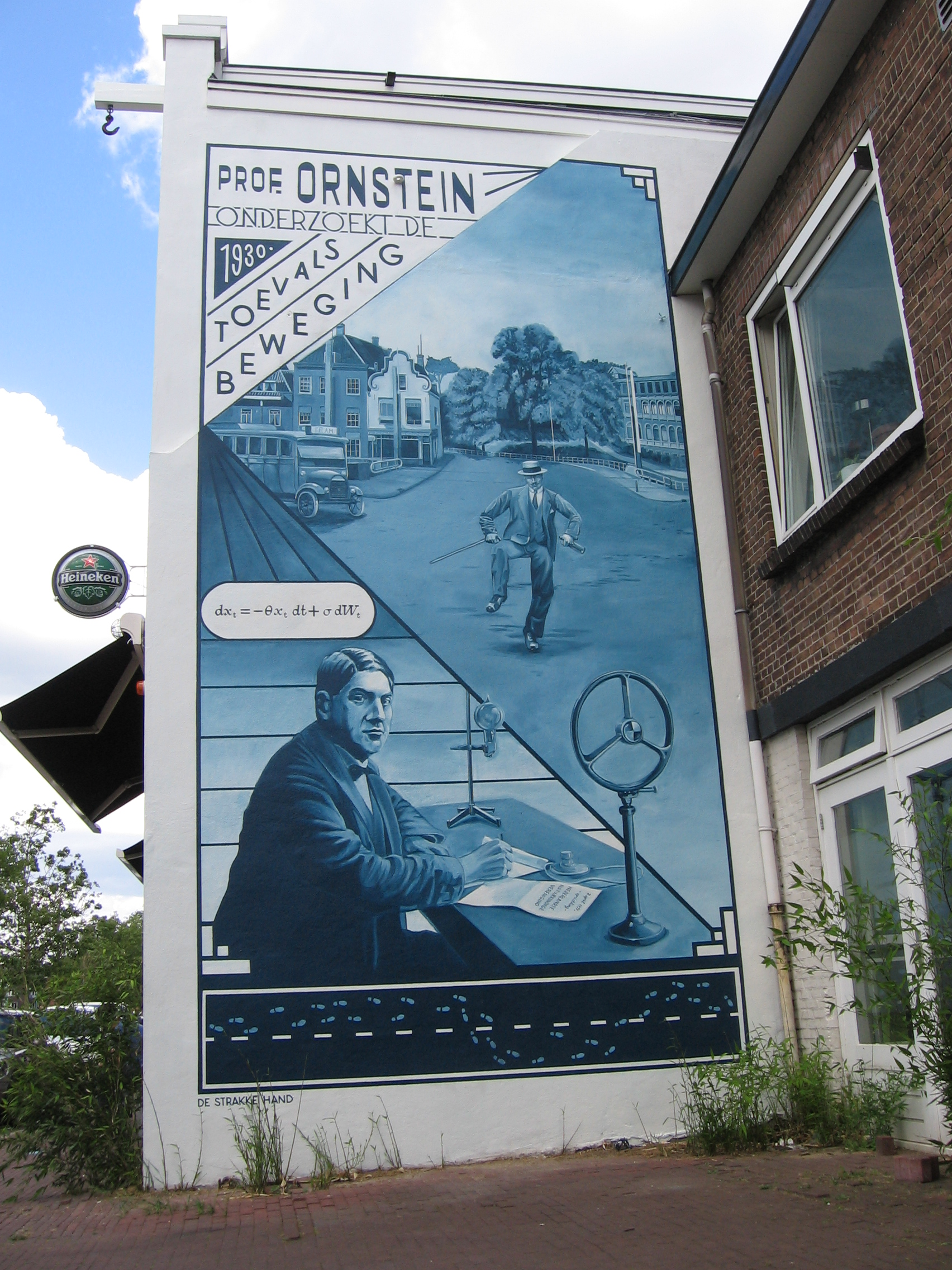
Het Ornstein-Uhlenbeckproces beeldend weergegeven op een muur in Utrecht

In de kansrekening is een Ornstein-Uhlenbeckproces of mean-reverting process een stochastisch proces {\displaystyle r_{t}} gegeven door de volgende stochastische differentiaalvergelijking:
{\displaystyle \mathrm {d} r_{t}=\theta (\mu -r_{t})\,\mathrm {d} t+\sigma \,\mathrm {d} W_{t}},
waarin {\displaystyle \theta >0}, {\displaystyle \mu } en {\displaystyle \sigma >0} parameters zijn en {\displaystyle W_{t}} een Wienerproces.
Het Ornstein-Uhlenbeckproces kan gebruikt worden voor het stochastisch modelleren van interesten, wisselkoersen en grondstofprijzen. Hierbij stelt de parameter {\displaystyle \mu } de evenwichtswaarde of het gemiddelde voor. De parameter {\displaystyle \sigma } stelt de volatiliteit, veroorzaakt door "schokken" rond dit gemiddelde voor. De parameter {\displaystyle \theta } is de grootte waarmee deze schokken gedissipeerd worden en hoe snel de variabele terugkeert naar haar gemiddelde waarde.